# Équipe du Canada de rugby à sept
Cet article traite de l'équipe masculine. Pour l'équipe féminine, voir Équipe du Canada féminine de rugby à sept.
L'équipe du Canada de rugby à sept est l'équipe qui représente le Canada dans les principales compétitions internationales de rugby à sept au sein du World Rugby Sevens Series, de la Coupe du monde de rugby à sept et des Jeux du Commonwealth.

## Histoire
Le 16 avril 2017, à l'occasion du tournoi de Singapour 2017, le Canada remporte son premier tournoi dans le cadre des World Sevens Series en dominant en finale les États-Unis (26-19).

## Palmarès
Coupe du monde
- 2001 (Argentine) : Quart de finale

Jeux panaméricains
- 2011 (Guadalajara) : Vainqueurs

Jeux mondiaux
- 2013 (Cali) : Médaille de bronze (3e)

World Rugby Sevens Series
- Vainqueur de l'étape de Singapour en 2017
- Finaliste de la cup de l'étape écossaise en 2014
- Nathan Hirayama termine meilleur réalisateur des World Series 2017-2018 avec 334 points

## Joueurs emblématiques
- Winston Stanley
- Conor Trainor
- Nathan Hirayama
- John Moonlight
- John Graf